# Chris Roberts (cantante)
Chris Roberts, pseudonimo di Christian Franz Klusáček (Monaco di Baviera, 13 marzo 1944 – Berlino, 2 luglio 2017), è stato un cantante, attore e produttore discografico tedesco.
Tra i maggiori interpreti del genere Schlager degli anni settanta, nel corso della propria carriera, tenne circa 3.000 concerti e si aggiudicò premi quali il Bravo Otto, la Goldene Europa e la Goldene Stimmgabel; apparve inoltre in 14 film. Tra i suoi brani di successo, figurano Du kannst nicht immer 17 sein, Hab ich dir heute schon gesagt, dass ich dich liebe, Ich bin verliebt in die Liebe, Die Maschen der Mädchen, ecc.

## Biografia
Christian Franz Klusáček, in seguito noto con lo pseudonimo Chris Roberts, nacque nel quartiere di Schwabing a Monaco di Baviera il 13 marzo 1944. Figlio di una tedesca e di uno jugoslavo., gli venne negata la cittadinanza tedesca dal regime nazionalsocialista.
Dopo aver interrotto gli studi da elettrotecnico, all'inizio degli anni sessanta diventò il frontman del gruppo musicale Blue Rockets, con la quale interpretò numerose cover di brani di Buddy Holly, di Fats Domino e degli Everly Brothers.
Nel 1966, venne scoperto dal produttore discografico di Colonia Hans Bertram e firmò un contratto con la Polydor, che pubblicò il suo primo singolo, intitolato Babys Gone.
Nel 1970, fece la sua prima apparizione cinematografica nel film diretto da Franz Josef Gottlieb, Wenn die tollen Tanten kommen.
Sempre all'inizio degli anni settanta, incise il singolo Wenn Du mal einsam bist, che raggiunse la quindicesima posizione della classifica tedesca, e i singoli Die Maschen der Mädchen, Ich bin verliebt in die Liebe, Hab ich dir heute schon gesagt, daß ich dich liebe, entrati poi nella Top Ten della classifica in Germania.
Nel 1973 pubblicò quella che rimarrà la sua hit di maggiore successo, ovvero Du kannst nicht immer 17 sein: la canzone raggiunse il terzo posto della classifica dei singoli in Germania e vi stazionò per 28 settimane, di cui 12 nella Top Ten.
La sua carriera di cantante proseguì con successo fino all'inizio degli anni ottanta.
Nel 1989 sposò l'attrice e cantante Claudia Roberts, dalla quale avrà tre figli (due femmine e un maschio).
Nel 2002, pubblicò l'album Momente, ritornando per l'ultima volta sulla breccia come artista musicale.
Nel 2013 divorziò dalla moglie e nel 2016, all'età di 72 anni, ottenne finalmente la cittadinanza tedesca, mentre solo a fine aprile 2017 poté avere il passaporto tedesco.
Morì il 2 luglio 2017, all'età di 73 anni, nella clinica universitaria Charité di Berlino, dove era ricoverato per un cancro ai polmoni.

## Discografia parziale

### Album
- 1970: Die Maschen der Mädchen
- 1971: Zum Verlieben
- 1971: Chris Roberts
- 1972: Die großen Erfolge
- 1972: Hab' Sonne im Herzen
- 1972: Verliebt in die Liebe
- 1972: Die Maschen der Mädchen
- 1973: Eine Freude vertreibt 100 Sorgen
- 1973: Wenn jeder Tag ein Sonntag wär… (con Ireen Sheer)
- 1973:Du kannst nicht immer siebzehn sein
- 1974: Ein paar schöne Stunden
- 1975: Ich mach ein glückliches Mädchen aus dir
- 1976: Du wirst wieder tanzen geh'n
- 1976: Fröhliche, fröhliche Weihnachtszeit
- 1978: CR
- 1980: Chris & Friends
- 1984: Hautnah
- 1995: Hinter den Wolken
- 1998: Best of Chris Roberts
- 2000: Meine größten Erfolge
- 2000: Dezember
- 2002: Momente
- 2007: Seine schönsten Lieder (3-CD-Box)

## Filmografia parziale
- Familie Musici - film TV, regia di Fred Kraus (1968)
- Wenn die tollen Tanten kommen, regia di Franz Josef Gottlieb (1970)
- Unsere Pauker gehen in die Luft, regia di Harald Vock
- Musik, Musik - da wackelt die Penne, regia di Franz Antel (1970)
- Tante Trude aus Buxtehude (1971)
- Rudi, benimm dich! (1971)
- Meine Tochter - Deine Tochter, regia di Werner Jacobs (1972)
- Mensch, ärgere dich nicht, regia di Peter Weck (1972)
- Wenn jeder Tag ein Sonntag wär, regia di Harald Vock (1973)
- Sunshine reggae a Ibiza isola arraposa, regia di Franz Marischka (1983)
- Die Zwillingsschwestern aus Tirol - film TV (1992)
- Almenrausch und Pulverschnee - miniserie TV, 8 episodi (1993)

## Premi e riconoscimenti
- 1970: Goldene Europa[1]
- 1971: Bravo Otto d'oro[1]
- 1972: Bravo Otto d'oro[1]
- 1972: Bravo Otto d'argento[1]
- 1975: Goldene Europa[1]
- 1981: Goldene Stimmgabel[1]
- 1984: Goldene Stimmgabel[1]
- 1985: Goldene Stimmgabel[1]